# Діана Пінеда
Діана Пінеда (ісп. Diana Pineda, 6 вересня 1984) — колумбійська стрибунка у воду.
Учасниця Олімпійських Ігор 2000, 2008, 2016 років.
Призерка Чемпіонату Південної Америки з плавання 2008 року.